# 오사카 타워
오사카 타워(일본어: 大阪タワー)는 일본 오사카부 오사카시 기타구에 세워진 전파탑이다.